# Крийд 2
„Крийд 2“ (на английски: Creed II) е американска спортна драма от 2018 година на режисьора Стивън Кепъл младши, по сценарий на Силвестър Сталоун и Джуел Тейлър, по сюжета на Саша Пен и Чео Ходари Кокър. Продължение е на „Крийд: Сърце на шампион“ през 2015 година и е осмата част от поредицата „Роки“. Във филма участват Майкъл Би Джордан, Силвестър Сталоун, Теса Томпсън, Долф Лундгрен, Флориън Мунтеану, Ууд Харис и Филиция Рашад.

## В България
В България филмът е пуснат по кината на 23 ноември 2018 г. от Форум Филм България, който поддържа правата на MGM.
На 28 ноември 2020 г. е излъчен по NOVA с български войсоувър дублаж. Екипът се състои от:
| Озвучаващи артисти  | Елисавета Господинова Петя Абаджиева Николина Чонова Силви Стоицов Христо Узунов Светозар Кокаланов |
| Преводач            | Бисер Пачев                                                                                         |
| Тонрежисьор         | Цветомир Цветков                                                                                    |
| Режисьор на дублажа | Димитър Кръстев                                                                                     |

## Филми от поредицата за „Роки“
Поредицата „Роки“ включва 9 филма:
- „Роки“ (1976)
- „Роки II“ (1979)
- „Роки III“ (1982)
- „Роки IV“ (1985)
- „Роки V“ (1990)
- „Роки Балбоа“ (2006)
- „Крийд: Сърце на шампион“ (2015)
- „Крийд 2“ (2018)
- „Крийд 3“ (2023)